# Izabel Delobel
 Izabel Delobel  (fr. Isabelle Delobel; rođena 17. juna 1978) je francuska klizačica u umetničkom klizanju. Takmiči se u kategoriji plesnih parova sa partnerom Olivijeom Šenfelderom. Oni su ujedinili snage na ledu 1990. godine i od tada, pa do danas se zajedno takmiče. Par je osvojio bronzanu medalju 2005. na Evropskom šampionatu i učestvovao je na dva Olimpijska takmičenja 2002. i 2006. u Solt Lejk Sitiju i Torinu.

## Takmičarski rezultati
(sa Šenfelder-om)
1997.
- Francuski šampionat - 4.

1998.
- Francuski šampionat - 4.
- Evropsko prvenstvo - 15.
- Svetsko prvenstvo - 18.

1999.
- Francuski šampionat – Bronzana medalja
- Evropsko prvenstvo - 12.
- Svetsko prvenstvo - 14.

2000.
- Francuski šampionat – Srebrna medalja
- Evropsko prvenstvo - 9.
- Svetsko prvenstvo - 11.

2001.
- Francuski šampionat – Srebrna medalja
- Evropsko prvenstvo - 10.
- Svetsko prvenstvo - 13.

2002.
- Olimpijada - 16.
- Svetsko prvenstvo - 12.

2003.
- Francuski šampionat – Zlatna medalja
- Evropsko prvenstvo - 7.
- Svetsko prvenstvo - 9.

2004.
- Francuski šampionat – Zlatna medalja
- Evropsko prvenstvo - 4.
- Svetsko prvenstvo - 6.

2005.
- Francuski šampionat – Zlatna medalja
- Evropsko prvenstvo – Bronzana medalja
- Svetsko prvenstvo - 4.

2006.
- Francuski šampionat – Zlatna medalja
- Evropsko prvenstvo - 4.
- Olimpijada - 4.
- Svetsko prvenstvo - 5.

2007
- Franciski Šsampionat - Zlatna medalja
- Evropsko prvenstvo - Zlatna medalja
- Svetsko porvenstvo - 4.